# محمد شکری (بازیکن فوتبال، زاده ۱۹۹۹)
محمد شکری (عربی: محمد شكري جابر خليل؛ زادهٔ ۶ ژوئیهٔ ۱۹۹۹) بازیکن فوتبال اهل مصر است که در حال حاضر برای باشگاه فوتبال الاهلی بازی می‌کند. 
وی همچنین در تیم ملی فوتبال مصر بازی کرده است.